# Most średnicowy w Warszawie
Most średnicowy – most kolejowy na Wiśle w Warszawie znajdujący się na trasie linii średnicowej, zbudowany w latach 1921–1931 w celu połączenia Dworca Głównego z Dworcem Wschodnim.

## Historia

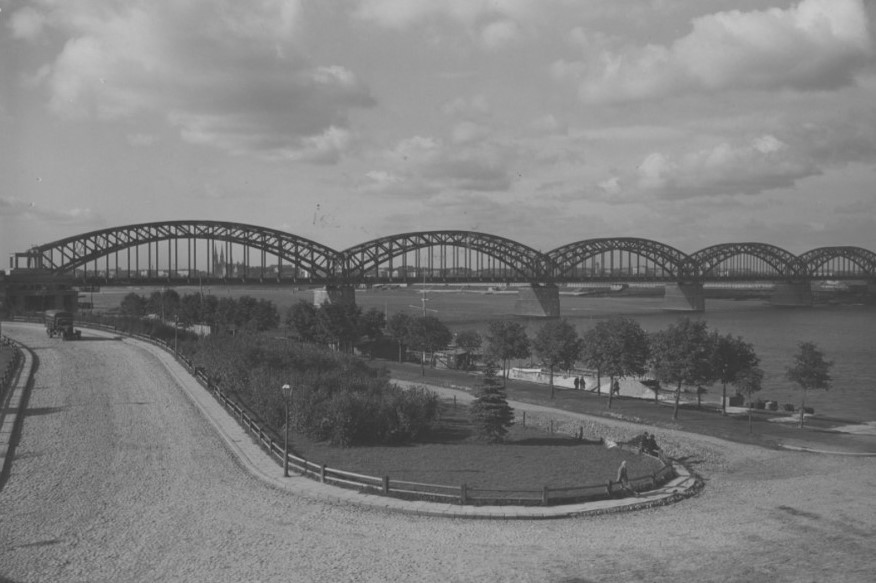
Most średnicowy (kratownicowy), lata 30. XX wieku

Przeprawę zaprojektował Aleksander Pstrokoński. Budowę mostu, rozpoczętą w 1921 i przedłużającą się ponad 10 lat z powodu trudności finansowych, realizowało Polskie Towarzystwo Budowlane. Na wykonanych metodą pneumatyczną fundamentach kamiennych wzniesiono filary unoszące metalową konstrukcję. Most składał się z 5 przęseł o rozpiętości ponad 90 m, z wysokimi łukami kratownic. Główne prace montażowe wykonało przedsiębiorstwo K. Rudzki i S-ka.
Most został wysadzony przez Niemców podczas powstania warszawskiego i walk toczonych na Pradze w godzinach popołudniowych 13 września 1944.
W latach 1945–1949 most został w całkowicie zmienionej formie odbudowany według projektu Franciszka Szelągowskiego, na obniżonych o 5 m filarach. Podczas dyskusji nad odbudową przeprawy podnoszono m.in. argument, że przedwojenna konstrukcja wpływała negatywnie na krajobraz Wisły.
Odbudowany most został otwarty 23 czerwca 1949 roku. Obniżenie filarów nie spowodowało fizycznego obniżenia torowiska, ponieważ odwrócono konstrukcję mostu: pierwotnie był podwieszony na łukowatych przęsłach, zaś po odbudowie wspiera się na nich. Podczas odbudowy jednocześnie dobudowano bliźniacze filary w nurcie Wisły, przewidując przyszły rozwój kolei.
Bliźniaczy most wybudowano w latach 60. XX w., niedługo przed rozpoczęciem budowy Dworca Centralnego. Obecnie most sprawia wrażenie monolitycznego, mimo że składa się w rzeczywistości z dwóch niezależnych pomostów wspartych na wspólnych filarach. Na każdym pomoście znajdują się po dwa tory kolejowe. Dwa tory od strony północnej przeznaczone są dla ruchu dalekobieżnego, dwa pozostałe są zwykle używane przez pociągi podmiejskie.
Most ma 5 przęseł i długość 445 m.